# 치경 방출 파찰음
치경 방출 파찰음(齒莖放出破擦音)은 자음의 하나로, 설단과 치경에서 조음하는 방출파찰음이다. IPA 기호는 t͡sʼ이다.
듣기:

## 예시
- 하우사어: ts에서 이 소리가 난다.
- 조지아어: წ에서 이 소리가 난다.
- 암하라어: ጸ, ጹ, ጺ, ጻ, ጼ, ጽ, ጾ, ጿ의 첫소리에서 이 소리가 난다.